# AFP Giovinazzo Polisportiva 2017-2018
Questa voce raccoglie le informazioni riguardanti l'AFP Giovinazzo nelle competizioni ufficiali della stagione 2017-2018.

## Organico

### Giocatori
| N° | Naz.                 | Ruolo | Sportivo              |  |  |  |
| -- | -------------------- | ----- | --------------------- |  |  |  |
|    | Italia (bandiera)    | P     | Tommaso Belgiovine    |  |  |  |
|    | Italia (bandiera)    | P     | Adriano Lanza         |  |  |  |
|    | Italia (bandiera)    | P     | Stallone Michele      |  |  |  |
|    | Italia (bandiera)    | D     | Angelo De Palma       |  |  |  |
|    | Italia (bandiera)    | D     | Giuseppe Giudice      |  |  |  |
|    | Italia (bandiera)    | D     | Vincenzo Mastropasqua |  |  |  |
|    | Italia (bandiera)    | D     | Luca Santeramo        |  |  |  |
|    | Italia (bandiera)    | D     | Maurizio Sinisi       |  |  |  |
|    | Italia (bandiera)    | A     | Valerio Antezza       |  |  |  |
|    | Argentina (bandiera) | A     | Federico Balmaceda    |  |  |  |
|    | Italia (bandiera)    | A     | Vincenzo Bavaro       |  |  |  |
|    | Italia (bandiera)    | A     | Luigi Marzella        |  |  |  |

### Staff
- 1º Allenatore:  Angelo De Palma
- 2º Allenatore:
- Meccanico: